# ベルテクスコーポレーション
株式会社ベルテクスコーポレーションは、ゼニス羽田ホールディングス株式会社と株式会社ホクコンの共同株式移転によって設立された日本の持株会社。

## 概要
ゼニス羽田ホールディングスは東日本を基盤に、ホクコンは西日本を基盤に、コンクリート二次製品製造などを行ってきた。
2018年2月9日、両社は同年10月1日付で経営統合を行う基本合意書を締結し、同年5月15日に経営統合を行う契約を締結した。契約に基づき、両社は2018年10月1日付で共同株式移転により株式会社ベルテクスコーポレーションを設立した。経営統合後は両社のノウハウなどを生かすとしている。

## 沿革
- 2018年
  - 2月9日 - ゼニス羽田ホールディングスとホクコンとの間で、同年10月1日付で経営統合を行う基本合意書を締結。
  - 5月15日 - ゼニス羽田ホールディングスとホクコンとの間で、経営統合を行う契約を締結。
  - 10月1日 - 設立。同時にゼニス羽田ホールディングスに代わり、東京証券取引所第二部へ上場[4]。
- 2019年4月1日 - 連結孫会社のゼニス羽田がゼニス羽田ホールディングスを吸収合併[5]。
- 2021年4月1日 - ゼニス羽田がホクコンを吸収合併し、ベルテクスに商号変更[6]。

## グループ会社
- ベルテクス株式会社
- ベルテクス建設株式会社
- 九州ベルテクス株式会社
- プロフレックス株式会社
- 株式会社ホクコンプロダクト
- ホクコンマテリアル株式会社
- ユニバーサルビジネス企画株式会社
- 株式会社ウイセラ
- アイビーソリューション株式会社